# A-League 2019/20
Die A-League 2019/20 war die 15. Spielzeit der höchsten australischen Fußballliga seit ihrer Gründung im Jahr 2005. Die reguläre Saison begann am 11. Oktober 2019 und endete verspätet am 19. August 2020, im Anschluss fand die Finalrunde statt. Titelverteidiger war der Sydney FC.

## Spielbetrieb während der COVID-19-Pandemie
Trotz der globalen COVID-19-Pandemie wurde der Spielbetrieb, im Gegensatz zum Großteil anderer Sportwettbewerbe, zunächst nicht eingestellt. Aufgrund von Reiserestriktionen musste jedoch der einzige neuseeländische Teilnehmer Wellington Phoenix Mitte März 2020 das Land verlassen und in Australien unterkommen, um weiterhin die Teilnahme sicherstellen zu können. Die 14-tägige Quarantänephase verhinderte die reguläre Austragung zweier Ligaspiele des Franchises. Der zu diesem Zeitpunkt letzte Gegner Wellingtons, Melbourne City, musste sich ebenfalls in Quarantäne begeben. Auf Druck der Landesregierung entschied sich der australische Verband am 24. März letztendlich doch, bis auf Weiteres den Spielbetrieb einzustellen. Zum 17. Juli 2020 wurde der Ligabetrieb wieder aufgenommen, eine geringe Anzahl von Zuschauern je Partie war ebenfalls gestattet.

## Veränderungen gegenüber der Saison 2018/19
Western United erhielt die Berechtigung, als elftes Franchise am Spielbetrieb teilzunehmen.

## Modus
Die Vereine spielten zunächst ein Dreirundenturnier aus, womit sich insgesamt 25 Spiele pro Mannschaft ergaben. Es wurde nach der 3-Punkte-Regel gespielt (drei Punkte pro Sieg, ein Punkt pro Unentschieden). Die Tabelle wurde nach den folgenden Kriterien bestimmt:
1. Anzahl der erzielten Punkte
2. Tordifferenz aus allen Spielen
3. Anzahl Tore in allen Spielen
4. Anzahl der erzielten Punkte im direkten Vergleich
5. Tordifferenz im direkten Vergleich

Am Ende der regulären Saison qualifizierten sich die beiden punktbesten Mannschaften direkt für das Halbfinale der Finalrunde. Ihre beiden Gegner wurden im Viertelfinale zwischen den Tabellendritten bis -sechsten ermittelt. Die bessere Mannschaft der regulären Saison war in beiden Runden jeweils gegen die schlechteste Mannschaft gesetzt. Der Sieger des Grand Final wurde australischer Meister.
Die beste Mannschaft der regulären Saison, die auch als Premiershipsieger bezeichnet wird, und der Sieger des Grand Final qualifizierten sich für die Gruppenphase sowie die zweite Qualifikationsrunde der AFC Champions League 2021. Eine Ausnahme bildete hier der neuseeländische Verein Wellington Phoenix, der kein Mitglied der AFC und damit von allen asiatischen Wettbewerben ausgeschlossen war.
Die Vereine, die in der Abschlusstabelle der regulären Saison die Plätze 1 bis 9 belegten, nahmen automatisch am FFA Cup 2021 teil, während die Teams auf den Rängen 10 und 11 in einem Play-off um den letzten Teilnahmeplatz spielen mussten.
Ein Abstieg in die zweitklassigen National Premier Leagues war nicht möglich.

## Teilnehmer
| Verein                   | Heimatstadt, Bundesstaat   | Ligazugehörigkeit | Stadion                      | Kapazität     |
| ------------------------ | -------------------------- | ----------------- | ---------------------------- | ------------- |
| Adelaide United          | Adelaide, South Australia  | seit 2005         | Coopers Stadium              | 17.000        |
| Brisbane Roar            | Brisbane, Queensland       | seit 2005         | Suncorp Stadium              | 52.500        |
| Central Coast Mariners   | Gosford, New South Wales   | seit 2005         | Central Coast Stadium        | 20.059        |
| Melbourne City FC        | Melbourne, Victoria        | seit 2010         | AAMI Park                    | 30.500        |
| Melbourne Victory        | Melbourne, Victoria        | seit 2005         | Etihad Stadium AAMI Park     | 53.359 30.050 |
| Newcastle United Jets    | Newcastle, New South Wales | seit 2005         | McDonald Jones Stadium       | 33.000        |
| Perth Glory              | Perth, Western Australia   | seit 2005         | nib Stadium                  | 20.500        |
| Sydney FC                | Sydney, New South Wales    | seit 2005         | Allianz Stadium              | 45.500        |
| Wellington Phoenix       | Wellington, Neuseeland     | seit 2007         | Westpac Stadium              | 36.000        |
| Western Sydney Wanderers | Sydney, New South Wales    | seit 2012         | ANZ Stadium Spotless Stadium | 83.500 24.000 |
| Western United           | Melbourne, Victoria        | seit 2019         | Kardinia Park Eureka Stadium | 36.000 11.000 |

## Statistiken

### Abschlusstabelle
| Pl.             | Verein                   | Sp. | S  | U | N  | Tore    | Diff. | Punkte |
| --------------- | ------------------------ | --- | -- | - | -- | ------- | ----- | ------ |
| 1.              | Sydney FC (M)            | 26  | 16 | 5 | 5  | 049:250 | +24   | 53     |
| 2.              | Melbourne City FC        | 26  | 14 | 5 | 7  | 049:370 | +12   | 47     |
| 3.              | Wellington Phoenix       | 26  | 12 | 5 | 9  | 038:330 | +5    | 41     |
| 4.              | Brisbane Roar            | 26  | 11 | 7 | 8  | 029:280 | +1    | 40     |
| 5.              | Western United (N)       | 26  | 12 | 3 | 11 | 046:370 | +9    | 39     |
| 6.              | Perth Glory (P)          | 26  | 10 | 7 | 9  | 043:360 | +7    | 37     |
| 7.              | Adelaide United          | 26  | 11 | 3 | 12 | 044:490 | −5    | 36     |
| 8.              | Newcastle United Jets    | 26  | 9  | 7 | 10 | 032:400 | −8    | 34     |
| 9.              | Western Sydney Wanderers | 26  | 9  | 6 | 11 | 035:400 | −5    | 33     |
| 10.             | Melbourne Victory        | 26  | 6  | 5 | 15 | 033:430 | −10   | 23     |
| 11.             | Central Coast Mariners   | 26  | 5  | 3 | 18 | 026:550 | −29   | 18     |
| Stand: Endstand |                          |     |    |   |    |         |       |        |

| Zum Saisonende 2019/20: |
| Teilnahme am Halbfinale der Finalrunde und an der Gruppenphase der AFC Champions League 2021 Teilnahme am Halbfinale der Finalrunde und an der zweiten Qualifikationsrunde zur AFC Champions League 2021 Teilnahme am Viertelfinale der Finalrunde Teilnahme am Play-off für den FFA Cup 2021 |

| Zum Saisonende 2018/19: |                                                          |
| (P)                     | Amtierender australischer Premiershipsieger: Perth Glory |
| (M)                     | Amtierender australischer Meister: Sydney FC             |
| (N)                     | Neuling: Western United                                  |

### Kreuztabelle
Die Kreuztabelle stellt die Ergebnisse aller Spiele der regulären Season dar. Die Heimmannschaft ist in der linken Spalte, die Gastmannschaft in der oberen Zeile aufgelistet.
| Heim- / Gastmannschaft   | AU  | BR  | CM  | MC  | MV  | NJ  | PG  | SY  | WP  | WS  | WU  |     | AU  | BR  | CM  | MC  | MV  | NJ  | PG  | SY  | WP  | WS  | WU |
| Adelaide United          |     | 1:0 | 2:0 | 3:1 | 3:1 | 2:1 | 5:3 | 2:3 | 1:2 | 2:3 | 1:5 |     |     |     |     | 1:0 | 0:3 |     | 1:1 |     |     |     |    |
| Brisbane Roar            | 2:1 |     | 2:0 | 4:3 | 0:1 | 1:0 | 1:1 | 1:1 | 1:0 | 3:1 | 0:2 | 0:1 |     | 1:0 | 2:2 |     |     |     |     |     |     |     |    |
| Central Coast Mariners   | 1:3 | 0:1 |     | 2:4 | 3:2 | 1:1 | 0:3 | 0:3 | 1:3 | 1:3 | 1:0 | 2:1 |     |     |     |     | 0:0 |     |     |     | 1:1 |     |    |
| Melbourne City FC        | 2:1 | 1:0 | 3:1 |     | 1:2 | 2:0 | 0:3 | 2:0 | 3:2 | 1:1 | 3:2 | 2:2 |     |     |     | 2:1 |     | 0:0 |     |     |     |     |    |
| Melbourne Victory        | 2:1 | 1:2 | 2:3 | 0:0 |     | 4:0 | 1:0 | 0:3 | 1:1 | 1:2 | 2:3 |     |     |     |     |     |     |     | 1:4 | 0:0 |     | 1:2 |    |
| Newcastle United Jets    | 1:2 | 1:1 | 4:3 | 0:4 | 1:1 |     | 1:1 | 1:2 | 3:0 | 2:0 | 0:0 |     |     |     | 2:1 |     |     | 2:1 |     |     |     | 1:0 |    |
| Perth Glory              | 3:0 | 1:1 | 1:2 | 2:3 | 2:2 | 6:2 |     | 1:3 | 4:2 | 2:0 | 0:2 |     |     | 1:0 |     | 0:4 |     |     |     | 1:2 |     |     |    |
| Sydney FC                | 2:1 | 5:1 | 1:0 | 2:1 | 2:1 | 4:1 | 0:0 |     | 2:1 | 0:1 | 1:2 |     | 1:0 |     |     |     | 1:2 |     |     | 3:1 |     |     |    |
| Wellington Phoenix       | 1:1 | 2:1 | 2:1 | 1:0 | 3:0 | 2:1 | 1:2 | 2:2 |     | 2:1 | 0:1 |     | 1:1 |     |     |     |     |     |     |     | 2:0 | 2:0 |    |
| Western Sydney Wanderers | 5:2 | 0:0 | 2:1 | 2:3 | 2:1 | 1:1 | 0:1 | 1:0 | 1:0 |     | 1:1 |     | 1:2 |     |     |     |     | 1:3 | 1:1 |     |     |     |    |
| Western United           | 3:4 | 0:1 | 3:0 | 1:2 | 3:1 | 0:1 | 1:1 | 0:2 | 1:3 | 2:1 |     |     |     |     | 6:2 |     |     | 1:3 |     |     |     | 5:3 |    |

### Torschützenliste
Bei gleicher Anzahl an Toren sind die Spieler alphabetisch gelistet.
| Pl.             | Spieler         | Mannschaft               | Tore |
| --------------- | --------------- | ------------------------ | ---- |
| 01.             | Jamie Maclaren  | Melbourne City           | 23   |
| 02.             | Adam Le Fondre  | Sydney FC                | 21   |
| 03.             | Besart Berisha  | Western United           | 19   |
| 04.             | Mitchell Duke   | Western Sydney Wanderers | 14   |
| 05.             | Bruno Fornaroli | Perth Glory              | 13   |
| 06.             | Ulises Dávila   | Wellington Phoenix       | 12   |
| 07.             | Riley McGree    | Adelaide United          | 10   |
| 07.             | Roy O’Donovan   | Brisbane Roar            | 10   |
| 07.             | Ola Toivonen    | Melbourne Victory        | 10   |
| 10.             | Ben Halloran    | Adelaide United          | 09   |
| Stand: Endstand |                 |                          |      |

## Finalrunde

### Viertelfinale
|                    |   |                |           |
| 22. August 2020    |   |                |           |
| Wellington Phoenix | – | Perth Glory    | 0:1 (0:1) |
| 23. August 2020    |   |                |           |
| Brisbane Roar      | – | Western United | 0:1 (0:1) |

### Halbfinale
|                   |   |                |           |
| 26. August 2020   |   |                |           |
| Sydney FC         | – | Perth Glory    | 2:0 (2:0) |
| 26. August 2020   |   |                |           |
| Melbourne City FC | – | Western United | 2:0 (0:0) |

### Grand Final
| Sydney FC                                                          | Sydney FC | Melbourne City FC | Melbourne City FC |
| ------------------------------------------------------------------ | --- | --- | ----------------- |
| Sydney FC                                                          | \| 30. August 2020 um 18:30 Uhr (UTC+10) in Sydney (Bankwest Stadium) \| \| Ergebnis: 1:0 n. V. \| \| Zuschauer: 7.051 \| \| Spielbericht \| | \| 30. August 2020 um 18:30 Uhr (UTC+10) in Sydney (Bankwest Stadium) \| \| Ergebnis: 1:0 n. V. \| \| Zuschauer: 7.051 \| \| Spielbericht \| | Melbourne City FC |
| Sydney FC                                                          | Andrew Redmayne – Rhyan Grant, Joel King, Ryan McGowan, Alex Wilkinson – Paulo Retre, Anthony Caceres (87. Alexander Baumjohann), Luke Brattan, Miloš Ninković – Adam Le Fondre, Kosta Barbarouses (87. Trent Buhagiar) Cheftrainer: Steve Corica | Tom Glover – Harrison Delbridge (72. Scott Galloway), Nathaniel Atkinson, Richard Windbichler (116. Rostyn Griffiths), Curtis Good – Joshua Brillante, Adrián Luna, Florin Berenguer (77. Connor Metcalfe) – Jamie Maclaren, Lachlan Wales (86. Ramy Najjarine), Craig Noone (105. Stefan Colakovski) Cheftrainer: Erick Mombaerts ( Frankreich) | Melbourne City FC |
| Sydney FC                                                          | ? | | Melbourne City FC |
| Sydney FC                                                          | Retre (53.), Grant (97.) | Windbichler (103.), Atkinson (117.) | Melbourne City FC |
| 30. August 2020 um 18:30 Uhr (UTC+10) in Sydney (Bankwest Stadium) | | |                   |
| Ergebnis: 1:0 n. V.                                                | | |                   |
| Zuschauer: 7.051                                                   | | |                   |
| Spielbericht                                                       | | |                   |